# ロベルト・デ・ラ・ロサ
ロベルト・カルロス・デ・ラ・ロサ・ゴンサレス（スペイン語: Roberto Carlos de la Rosa González、2000年1月4日 - ）は、メキシコのサッカー選手。ポジションはFW。CFモンテレイ所属。

## クラブ歴
CFパチューカの下部組織出身で2017年にトップチームに昇格。同年8月13日に行われたUANLティグレス戦でアンジェロ・サガルに代わって途中出場しリーガMX初出場を飾った。また同年に行われたFIFAクラブワールドカップ2017にも17歳ながら出場し、3位決定戦のアル・ジャジーラ・クラブ戦で1得点をあげた。